# František Zapletal z Luběnova
František rytíř Zapletal z Luběnova, též Franz Zapletal von Lubienow (12. července 1826 Hukvaldy – 22. března 1898 Brno), byl rakouský právník a politik české národnosti; poslanec Moravského zemského sněmu a moravskoslezský vrchní státní zástupce.

## Biografie

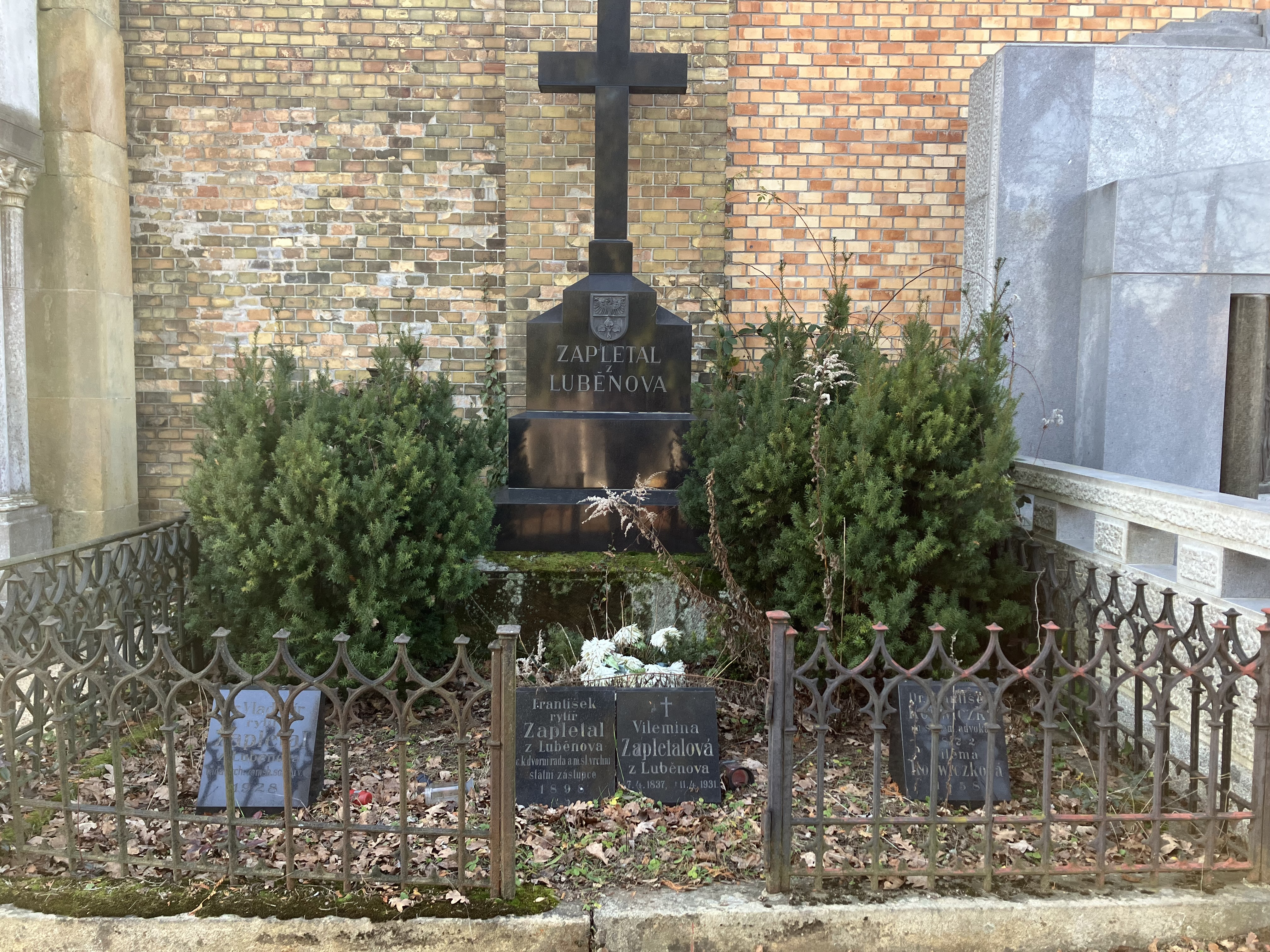
Hrob Františka Zapletala z Luběnova

Měl titul dvorního rady. Působil jako vrchní státní zástupce. Narodil se v Hukvaldech, pokřtěn byl jako Franz Heinrich Zapletal. Vystudoval gymnázium v Kroměříži, pak práva na Františkově univerzitě v Olomouci. V roce 1848 nastoupil na praxi k brněnskému magistrátu. Od roku 1850 byl činný ve státní službě, nejprve při okresním soudu na Starém Brně, pak u generální prokuratury. V roce 1852 byl jmenován soudním adjunktem. Po třech letech přešel na brněnské státní zastupitelství. Později byl substitutem státního návladního v Olomouci, státním návladním ve Znojmě a od 8. května 1876 prezidentem krajského soudu ve Znojmě. Dne 5. ledna 1880 byl jmenován prezidentem senátu a vedoucím zemského trestního soudu v Brně. V prosinci 1882 nahradil zemřelého Alberta Jantsche na postu vrchního moravskoslezského státního zástupce. Roku 1884 mu byl udělen titul dvorního rady. Roku 1887 získal Císařský rakouský řád Leopoldův. Roku 1890 byl povýšen do rytířského stavu. Koncem roku 1892 odešel na vlastní žádost na odpočinek. Ve funkci ho vystřídal Edmund Temnitschka.
Už jako mladý právník se zapojil do počátků národního hnutí na Moravě. Mezi jeho přátele patřil František Alois Šrom. I poté, co získal vysoké správní posty, zůstal přesvědčeným Čechem. V 60. letech se Zapletal krátce zapojil i do vysoké politiky. V zemských volbách v lednu 1867 byl zvolen na Moravský zemský sněm, za kurii venkovských obcí, obvod Olomouc, Prostějov, Plumlov. V krátce poté konaných zemských volbách v březnu 1867 se už mezi zvolenými poslanci neuvádí. V lednu 1867 se uvádí jako oficiální kandidát slovanského volebního výboru (Moravská národní strana, staročeská). Poslanecký slib skládal v únoru 1867 v češtině.
Zemřel v březnu 1898 ve věku 72 let po dlouhé nemoci. Pohřben byl na brněnském Ústředním hřbitově.
Jeho praneteří byla spisovatelka Božena Benešová, rozená Zapletalová. Jeho bratrem byl politik Jan Zapletal, během revolučního roku 1848 poslanec Říšského sněmu. Mezi Janovy příbuzné pak patřil i Karel Zapletal (1841–1894), poslanec Moravského zemského sněmu a statkář v Radvanicích.